# Kadashman-Enlil II

Babilonia durante la dinastía casitas, siglo XIII a. C.

Kadashman-Enlil II fue un rey de la dinastía casita de Babilonia que reinó en el período 1263 a. C.-1255 a. C.
Fue hijo y sucesor de Kadashman-Turgu. Ascendió al trono muy joven, beneficiándose de la protección del rey hitita Hattusili III, con quien su padre había suscrito un tratado de amistad. Sin embargo, las relaciones se enfriaron a causa de la influencia de su todopoderoso ministro Itti-Marduk-balatu, que odiaba a los hititas. En una carta del soberano hitita, este le reprocha la interrupción del envío de mensajeros, tomada con el pretexto de los asaltos de bandidos akhlamu, antecesores de los nómadas arameos. 
Asimismo le exhorta a atacar al enemigo común, el rey asirio, lo que por cierto no se sabe si Kadashman-Enlil II llegó a realizar, pues no hay documentación. Lo que sí hizo fue reanudar las relaciones diplomáticos con Egipto, interrumpidas por su padre, lo que provocó las protestas de Hattusili.